# Bonne av Luxemburg
Bonne av Luxemburg, född Judith av Böhmen 20 maj 1315 i Prag, död 11 september 1349 i Maubisson, var en fransk kronprinsessa, gift med den blivande kung Johan II av Frankrike.

## Biografi
Bonne var dotter till Böhmens kung, greve Johan den blinde av Luxemburg, och drottning Elisabet I av Böhmen. Hon gifte sig med Frankrikes tronföljare Johan i Melun 28 juli 1332. Vid giftermålet bytte hon namn från Judith till det franska Bonne: hon fick också titlarna hertiginna av Normandie och grevinna av Anjou och Maine. 
Bonne beskrivs som vacker, bildad och charmerande, och fick ett visst inflytande vid det franska hovet. Hon omgavs dock av rykten om att ha begått äktenskapsbrott, och Johan ska ha mördat Raoul II de Brienne, greve av Eu, för att han misstänkte att denne var far till hennes son Karl.
Bonne av Luxemburg avled i digerdöden. Det gick rykten om att hon hade förgiftats av Johan, men det har aldrig bevisats. 
Barn: 
1. Karl V av Frankrike
2. Marie av Frankrike, gift med en hertig av Bar.
3. Ludvig I av Anjou, född 1339, greve av Provence 1381–1384 och titulärkonung av Jerusalem, gift med Marie av Bretagne.
4. Johan av Berry
5. Filip II av Burgund, (?–1404) gift med Margareta av Flandern.
6. Johanna av Frankrike, gift med Karl II av Navarra.
7. Isabella av Frankrike, (1348–1371) 23 år gammal, gift med Gian Galeazzo Visconti.